# Botucatu Futebol Clube
O Botucatu Futebol Clube ou Botucatu Futebol Femino é um clube de futebol feminino brasileiro com sede na cidade de Botucatu, no estado de São Paulo. Atualmente se encontra licenciado.

## História
O clube foi fundado em 16 de fevereiro de 1996, por Edson Castro, após um convite da Federação Paulista de Futebol Feminino para participar do Campeonato Paulista do Interior. Na ocasião, Castro já mantinha um time de futebol feminino denominado de Princesa da Serra. Com o intuito de encontrar um nome que representasse de uma maneira mais geral a cidade, um grupo de amigos, atletas e simpatizantes da modalidade, se reuniram e escolheram por unanimidade o nome de Botucatu Futebol Clube.
A primeira participação do clube no Campeonato Paulista foi em 2005 quando foi eliminado pelo Saad nas semifinais. No ano seguinte conquistou todos os campeonatos que disputou, incluindo o Paulista e a Taça Brasil. Em 2007 foi vice-campeão da Copa do Brasil após perder a decisão para o Saad, feito que se repetiu dois anos depois dessa vez contra o também paulista Santos. Ainda durante o fim da década de 2000, a equipe conquistou o Campeonato Paulista dos anos de 2008 e 2009.
Durante a década de 2010, o clube viveu um período de declínio na modalidade devido o desinvestimento da prefeitura municipal. Os anos de luta, porém, não fizeram com que se evitasse a crise, que em 2015 fez a equipe se licenciar das competições.

## Títulos
Nacionais
- Taça Brasil: 2006.[3]

Estaduais
- Campeonato Paulista: 2006, 2008 e 2009.[10]
- Jogos Abertos do Interior: 2006.[2]
- Jogos Regionais: 2006.[2]

Amistosos
- Jogos do Polo Cuesta: 2006.[2]
- Taça Aniversário de Botucatu: 2006.[2]